# 1539 год в науке
В 1539 году произошли различные научные и технологические события, некоторые из которых представлены ниже.

## События
- В конце XV века перед Русской православной церковью встала сложная проблема: составленные в Византии в 1352 году таблицы дат православной Пасхи на 1360—1492 годы заканчивались, и во всей Руси не нашлось человека, способного составить новые таблицы (расчёт даты Пасхи требовал незаурядных познаний в астрономии и математике), а единоверной Византии более не существовало. Пришлось организовать специальную делегацию, которая отправилась в Рим за консультациями. Вояж закончился успешно (католики и православные тогда ещё придерживались общих правил расчёта даты пасхи), делегаты привезли таблицы пасхалий на 70 лет вперёд и методику их составления. Позже, в 1539 году, была составлена пасхалия на следующую тысячу лет[1].
- Август—сентябрь — Франсиско де Ульоа исследует Калифорнийский залив.

## Публикации
- Иеронимус Бок публикует первое издание своего обзора флоры Германии: «New Kreütter Büch»  со своеобразной собственной системой классификации, основанной на его наблюдениях.
- Олаф Магнус публикует «Carta Marina», первую детальную карту Скандинавии[2].
- Шарль Этьенн: «De re hortensi libellus, vulgaria herbarum, florum, ac fructicum. qui in hortis conseri solent, nomina Latinis vocibus effere docens ex probatis autoribus. In puerorum gratium atq(ue) utilitatem», Популярное пособие по садоводству, многократно переиздавалось.
- Гемма Фризиус: «De Usu annuli astronomici».

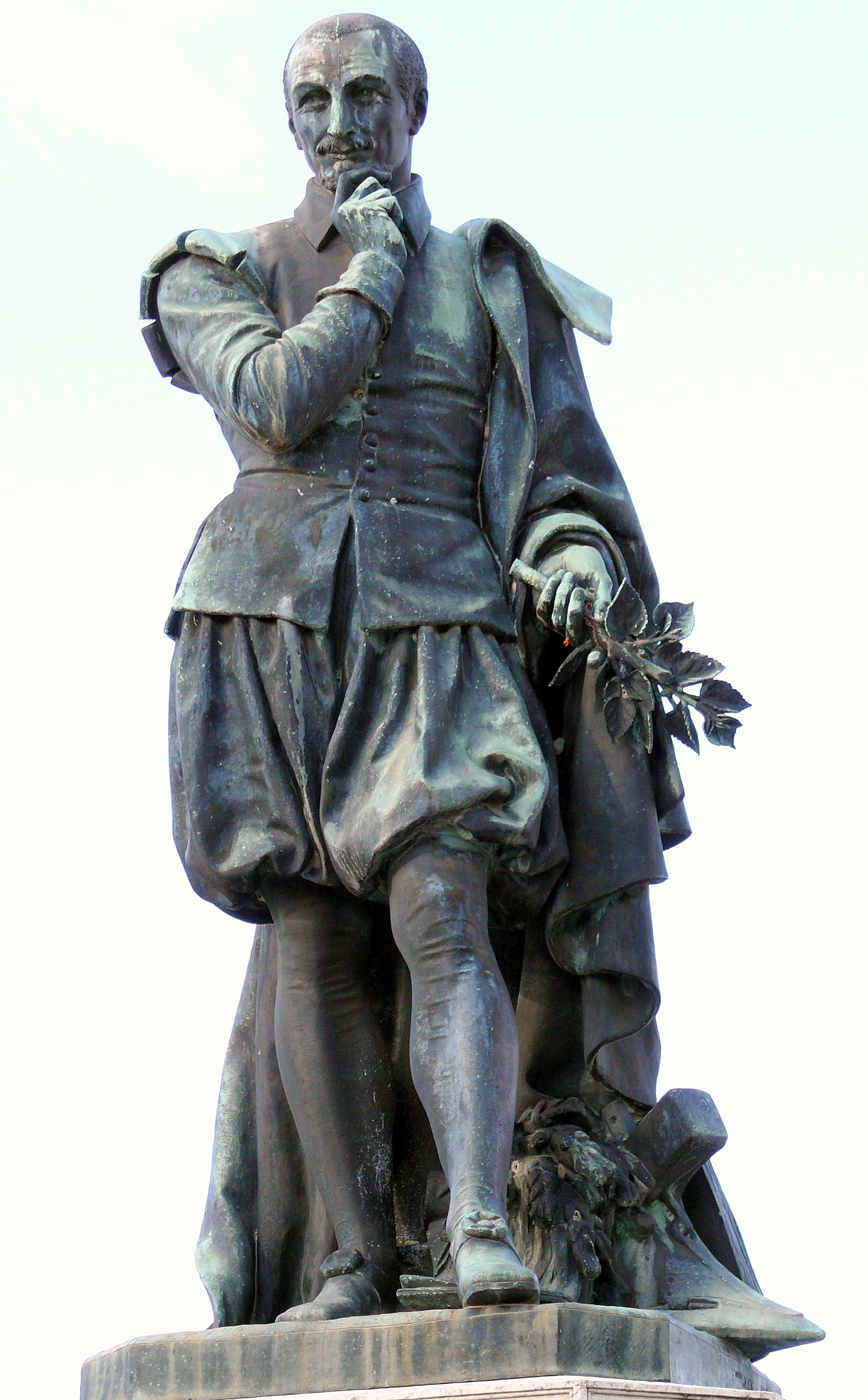
Оливье де Серр. Памятник в Вильнёв-де-Бере

## Родились
См. также: Категория:Родившиеся в 1539 году
- Сентябрь или Октябрь — Хосе де Акоста,  испанский историк, географ и натуралист, исследователь природы и культуре Америки (умер в 1600 году).
- Оливье де Серр, почвовед, «отец французской агрономии» (умер в 1619 году).

## Скончались
См. также: Категория:Умершие в 1539 году
- 12 июля — Фернандо Колумб, испанский библиограф и космограф, побочный сын и биограф Христофора Колумба (род. в 1488 году)[3].
- Ванноччо Бирингуччо, итальянский алхимик, [[Металлург (профессия)}металлург]] и архитектор, автор трактата «Пиротехния» в десяти книгах, изданного посмертно (род. в 1480 году).